# Левасер PL.5
Левасер PL.5 (фр. Levasseur PL.5) је француски ловачки авион. Авион је први пут полетео 1924. године. 

Највећа брзина авиона при хоризонталном лету је износила 215 km/h.
Распон крила авиона је био 12,36 метара, а дужина трупа 8,80 метара. Празан авион је имао масу од 1350 kg. Нормална полетна маса износила је око 2130 kg. У наоружању су била два 7,7-mm митраљеза Викерс и два Луис.

## Наоружање
| Наоружање авиона: Левасер      |       |
| Ватрено (стрељачко) наоружање  |       |
| Топ                            |       |
| Митраљез                       |       |
| Број и ознака митраљеза        | 2 + 2 |
| Калибар                        | 7,7   |
| Бомбардерско наоружање (бомбе) |       |
| Ракетно наоружање (ракете)     |       |